# Darren Bent
Darren Ashley Bent, més conegut simplement com a Darren Bent, (Tooting, Anglaterra, 6 de febrer de 1984) és un futbolista anglès d'ascendència que juga de davanter a l'Aston Villa de la Premier League. És internacional absolut per la selecció de futbol d'Anglaterra.